# Sudovec
Sudovec is een plaats in de gemeente Novi Marof in de Kroatische provincie Varaždin. De plaats telt 396 inwoners (2001).